# ري منخفض صغير
ري منخفض صغير (D-flat minor) هو سلم موسيقي صغير افتراضي يتألف من الدرجات الموسيقية ري المنخفضة ♭D، مي المنخفضة ♭E، فا المنخفضة ♭F، صول المنخفضة ♭G، لا المنخفضة ♭A، سي المنخفضة المضاعفة B، دو المنخفضة ♭C، وينتهي بمفتاح ري المنخفضة ♭D، وذلك على الترتيب التالي من اليسار إلى اليمين:
♭D♭, E♭, F♭, G♭, A♭, B, C♭, D
يحوي سلم ري  منخفض الصغير على ست إشارات خفض بالإضافة إلى إشارة خفض مضاعفة على السي.